# 松ヶ崎駅 (京都府)

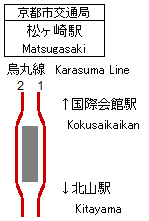
配線図

松ヶ崎駅（まつがさきえき）は、京都府京都市左京区松ヶ崎六ノ坪町にある、京都市営地下鉄烏丸線の駅。駅番号はK02。

## 歴史
- 1997年（平成9年）6月3日：京都市営地下鉄烏丸線の北山駅から国際会館駅までの延伸開通に伴い開業[1][2]。
- 2007年（平成19年）4月1日：ICカード「PiTaPa」の利用が可能となる。

## 駅構造
駅は北山通の下にあり、地下1階が改札口1箇所のあるコンコース階、地下2階が島式ホーム1面2線の地下駅である。地下1階と地下2階はエレベーターとエスカレーターそれぞれ1機と階段2箇所でつながれている。出入口は2箇所あり、1番出入口が東側（国際会館側）、北山通南側歩道上に、2番出入口が西側（北山側）、北山通北側歩道上につながっている。1番出入口には上りのエスカレーターが、2番出入口にはエレベーターがある。2番出入口には京都市が運営する駐輪場が併設されている。
トイレは改札内奥にある。

### のりば
| のりば | 路線   | 方向 | 行先                           |
| ------ | ------ | ---- | ------------------------------ |
| 1      | 烏丸線 | 下り | 四条・京都・竹田・近鉄奈良方面 |
| 2      | 烏丸線 | 上り | 国際会館方面                   |

※方面表記は、京都市交通局がウェブサイトで使用しているものを示している。

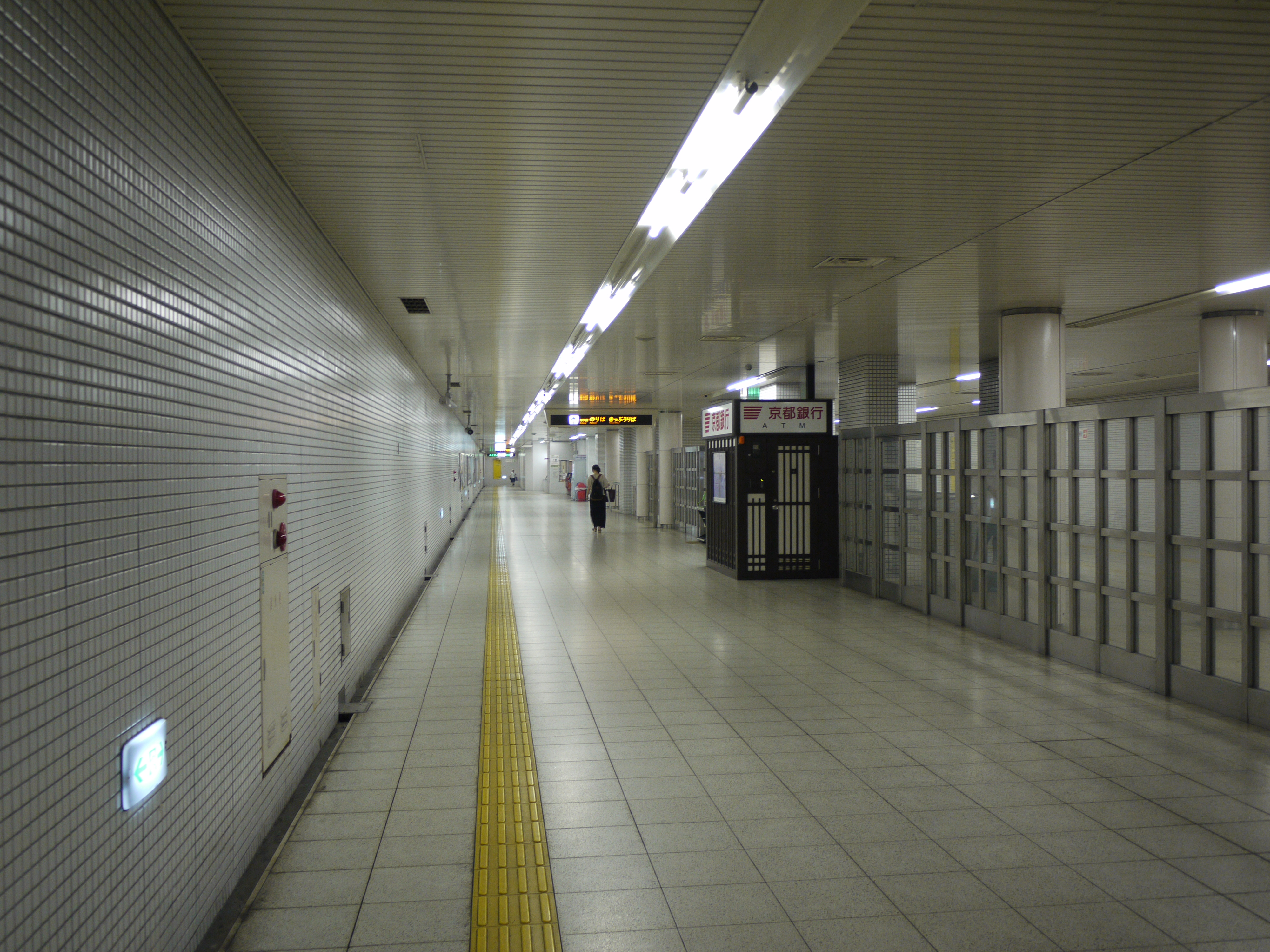
改札外のコンコース（2014年7月）
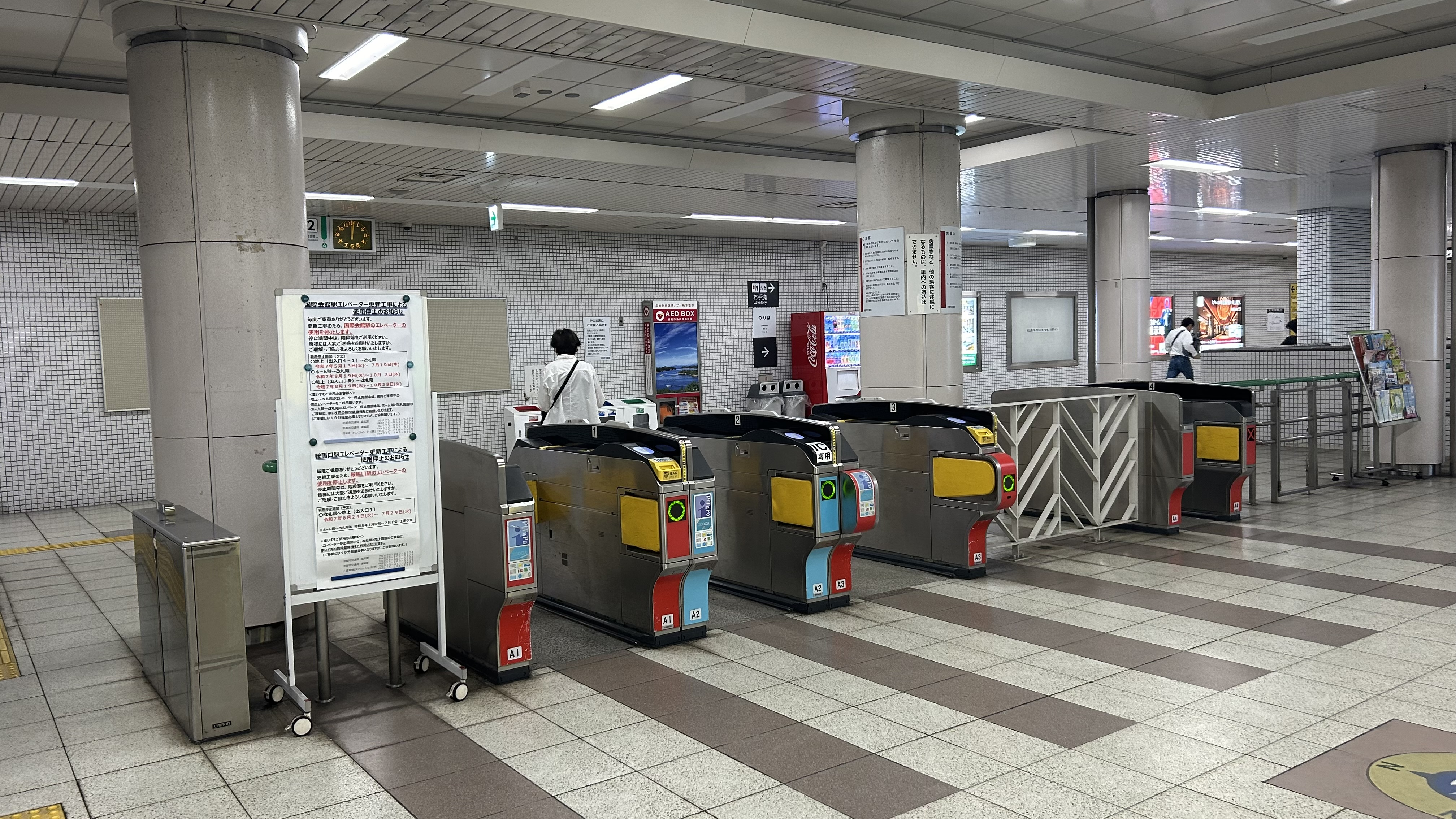
改札口 （2007年4月1日からPiTaPaが使用できるようになっている）
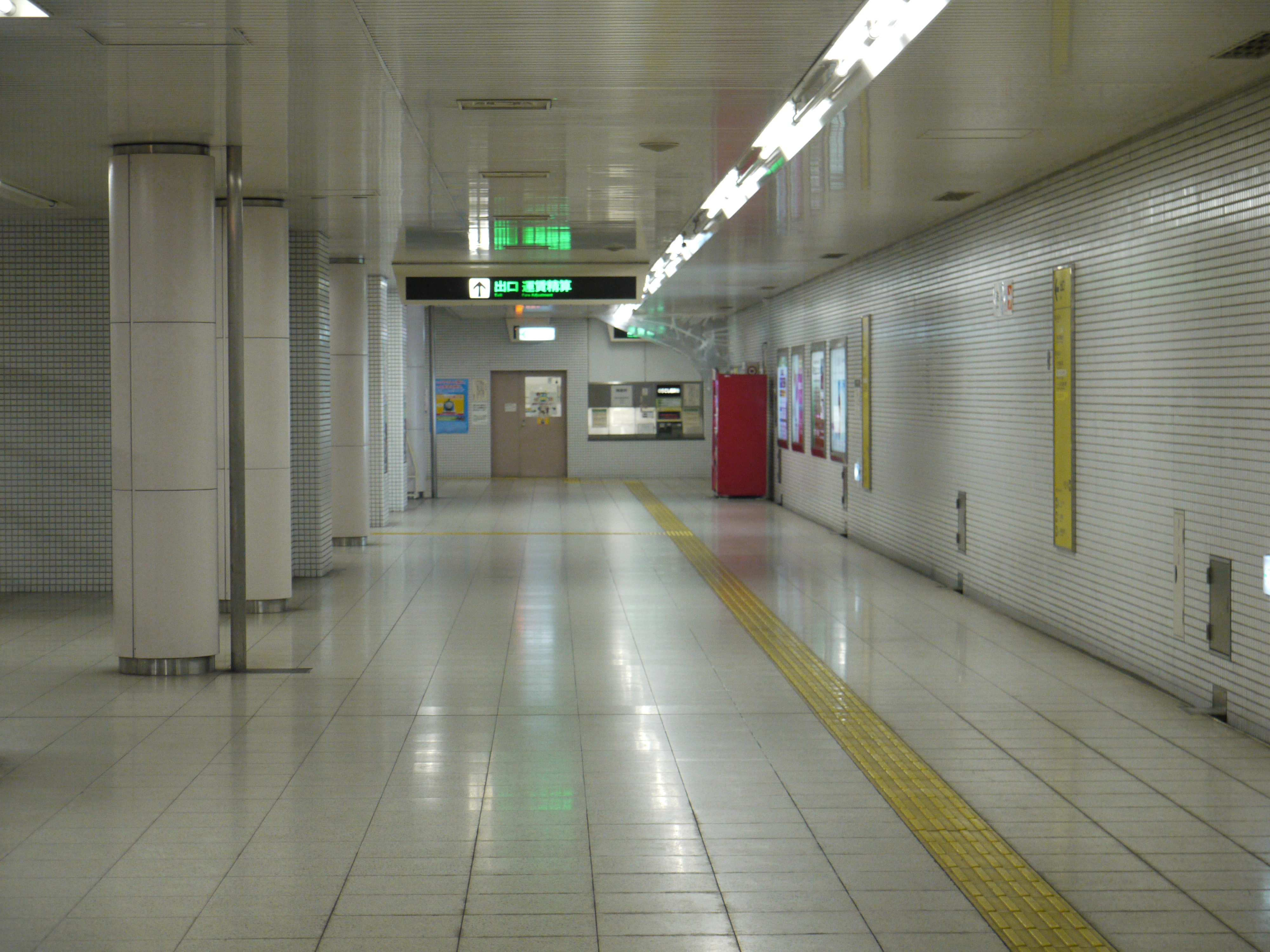
改札内のコンコース（2014年7月）
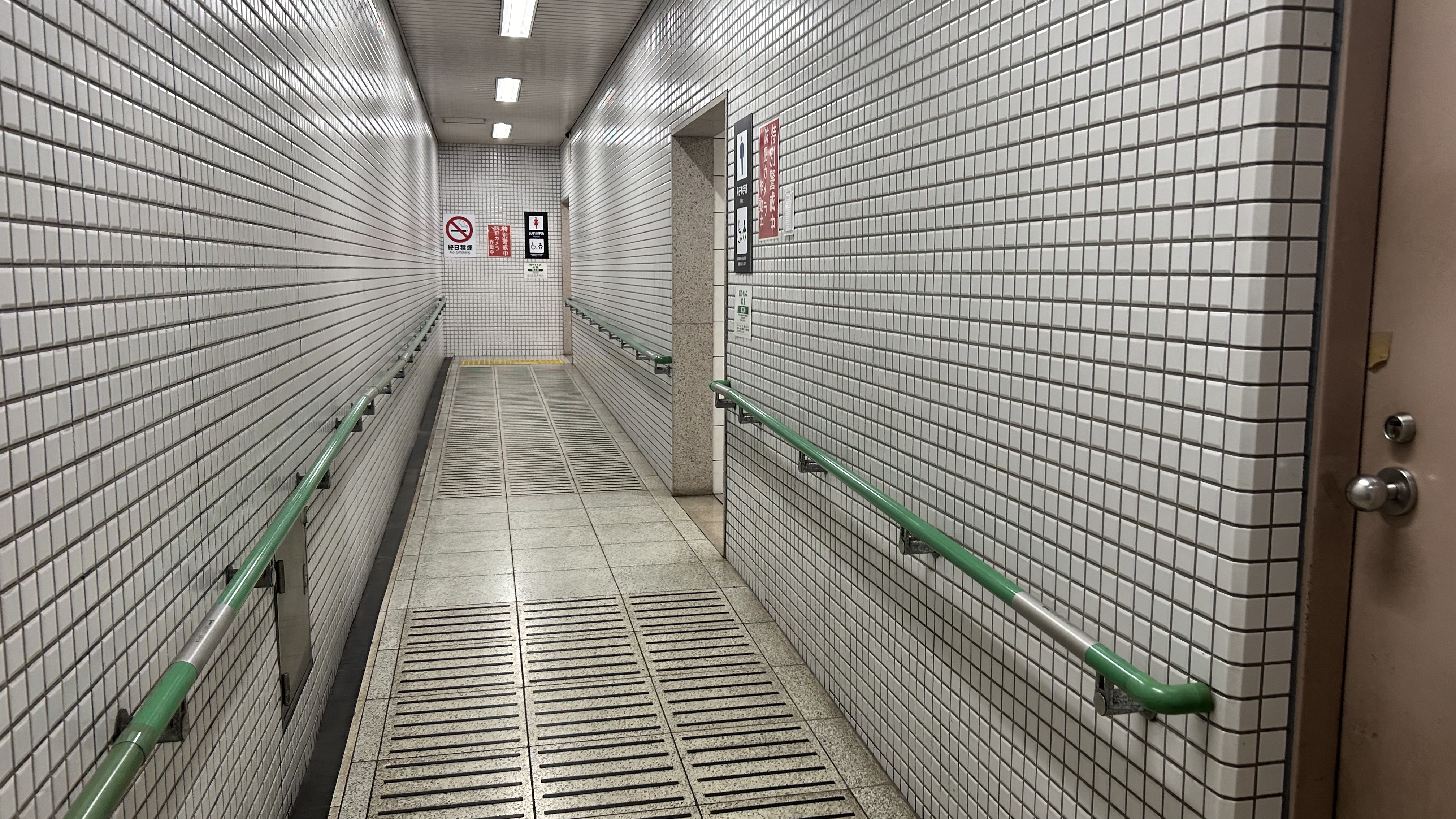
トイレ
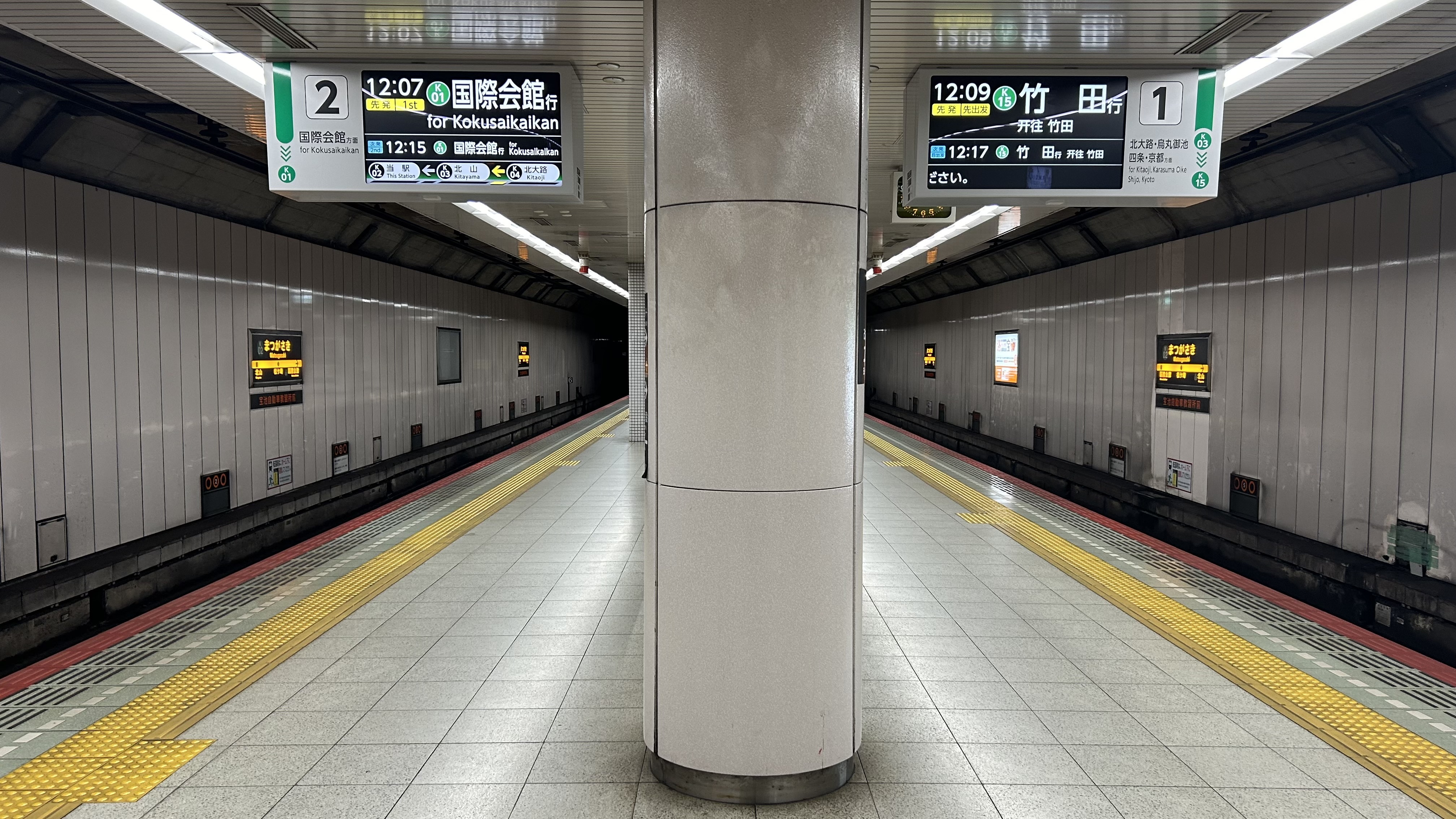
ホーム
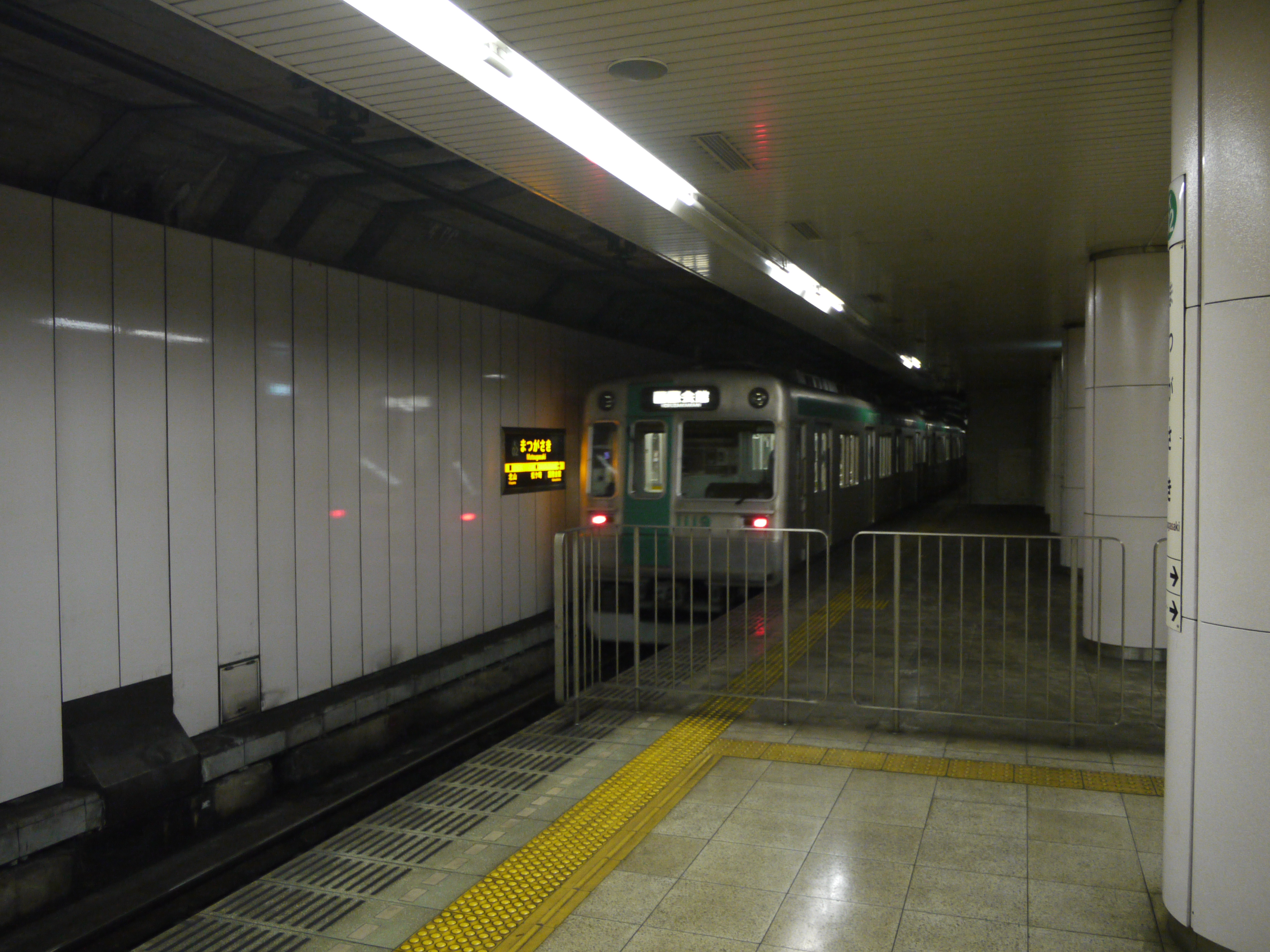
ホーム両端には各1両分の使用されていない部分がある（2014年7月）
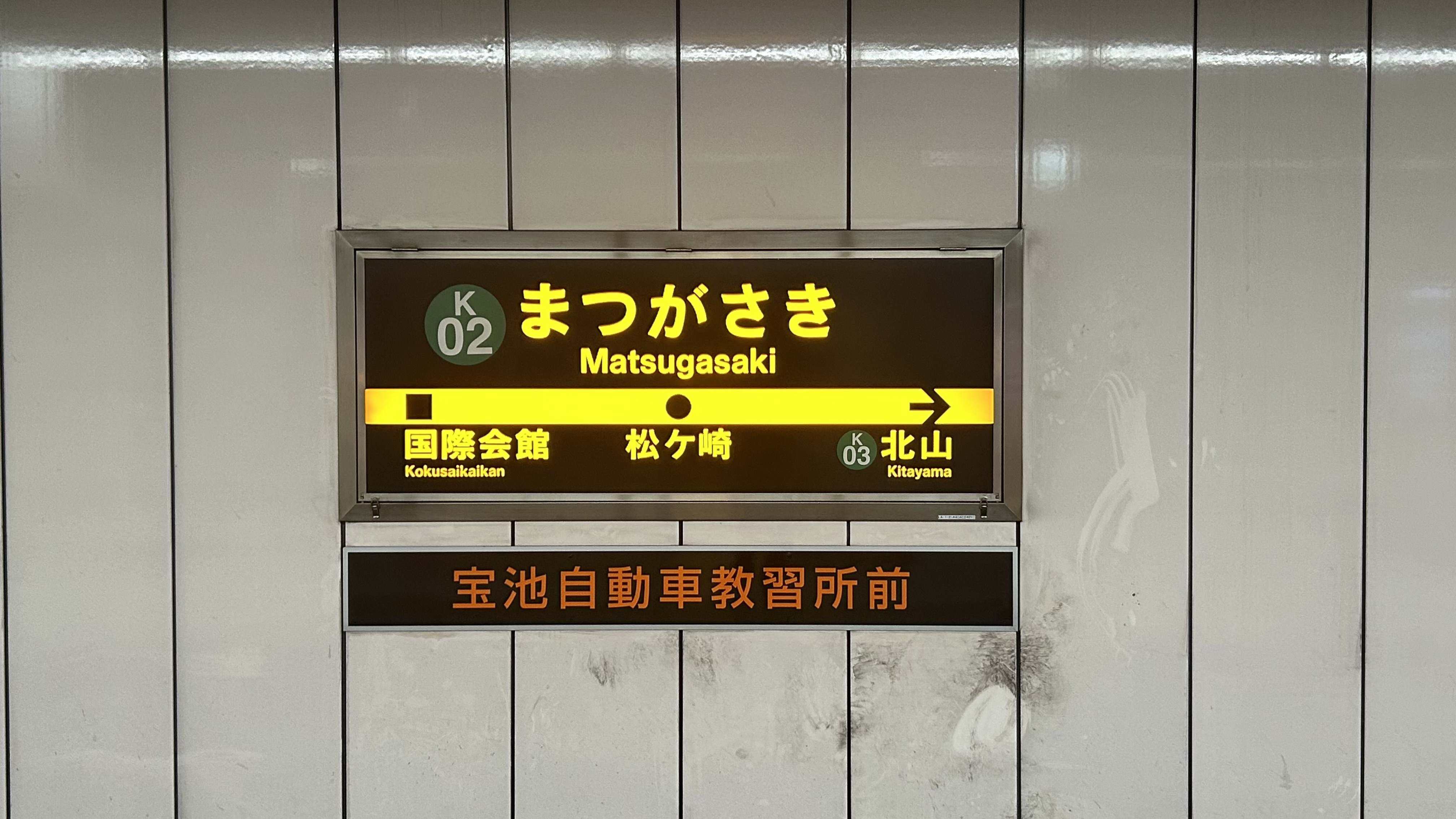
駅名標 （2010年4月ごろから広告が副標として掲出されている[6]）

### 出口
| 出口番号 | 方角 | 周辺施設                                                          | 最寄改札 | 備考             |
| -------- | ---- | ----------------------------------------------------------------- | -------- | ---------------- |
| 2        | 北   | 左京区総合庁舎・宝ヶ池運動公園 京都ノートルダム女子大学・北山交番 | 改札口   | エレベーターあり |
| 1        | 南   | 京都工芸繊維大学・湧泉寺・松ヶ崎大黒天・白雲稲荷神社              | 改札口   |                  |

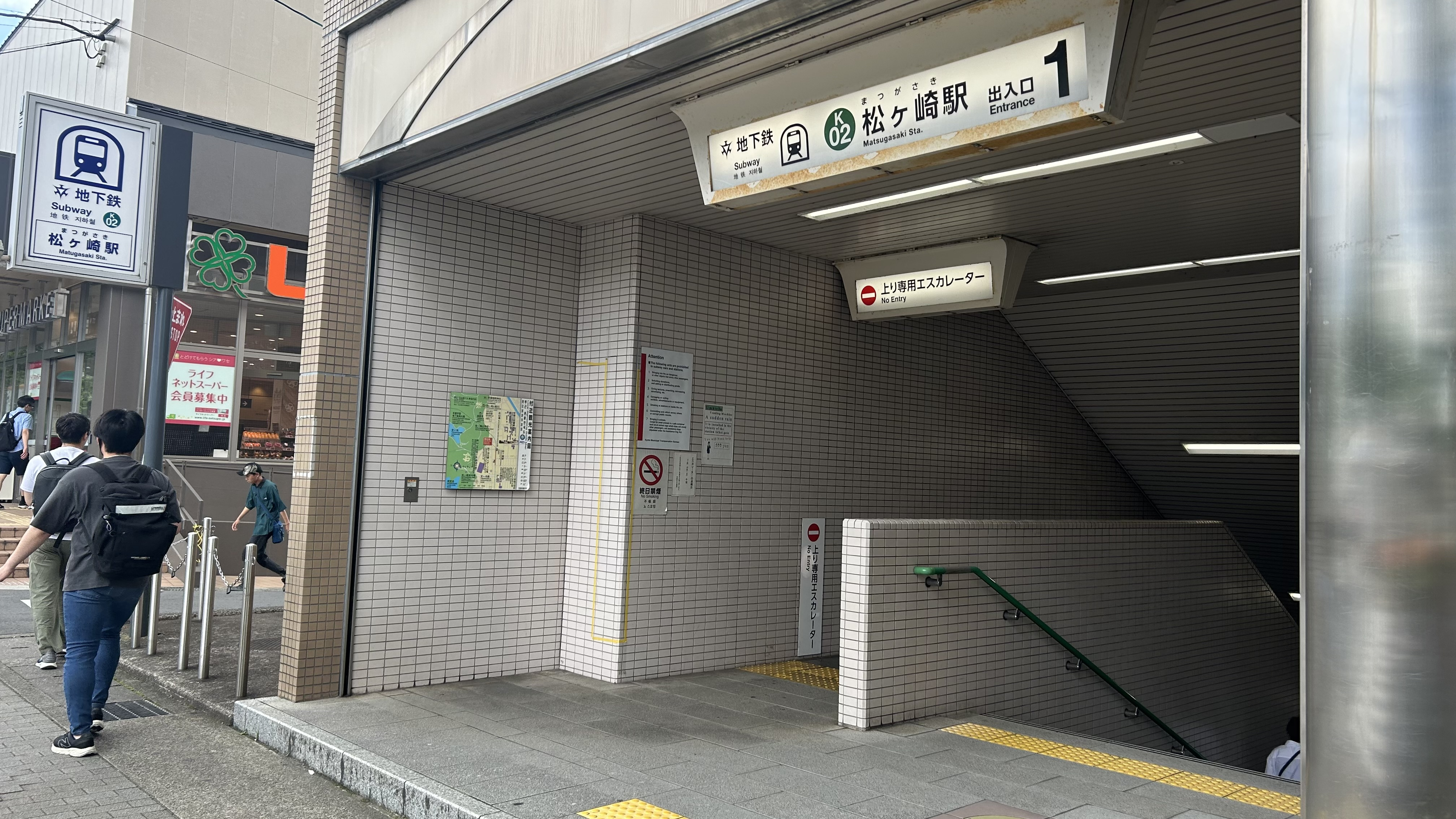
1番出入口
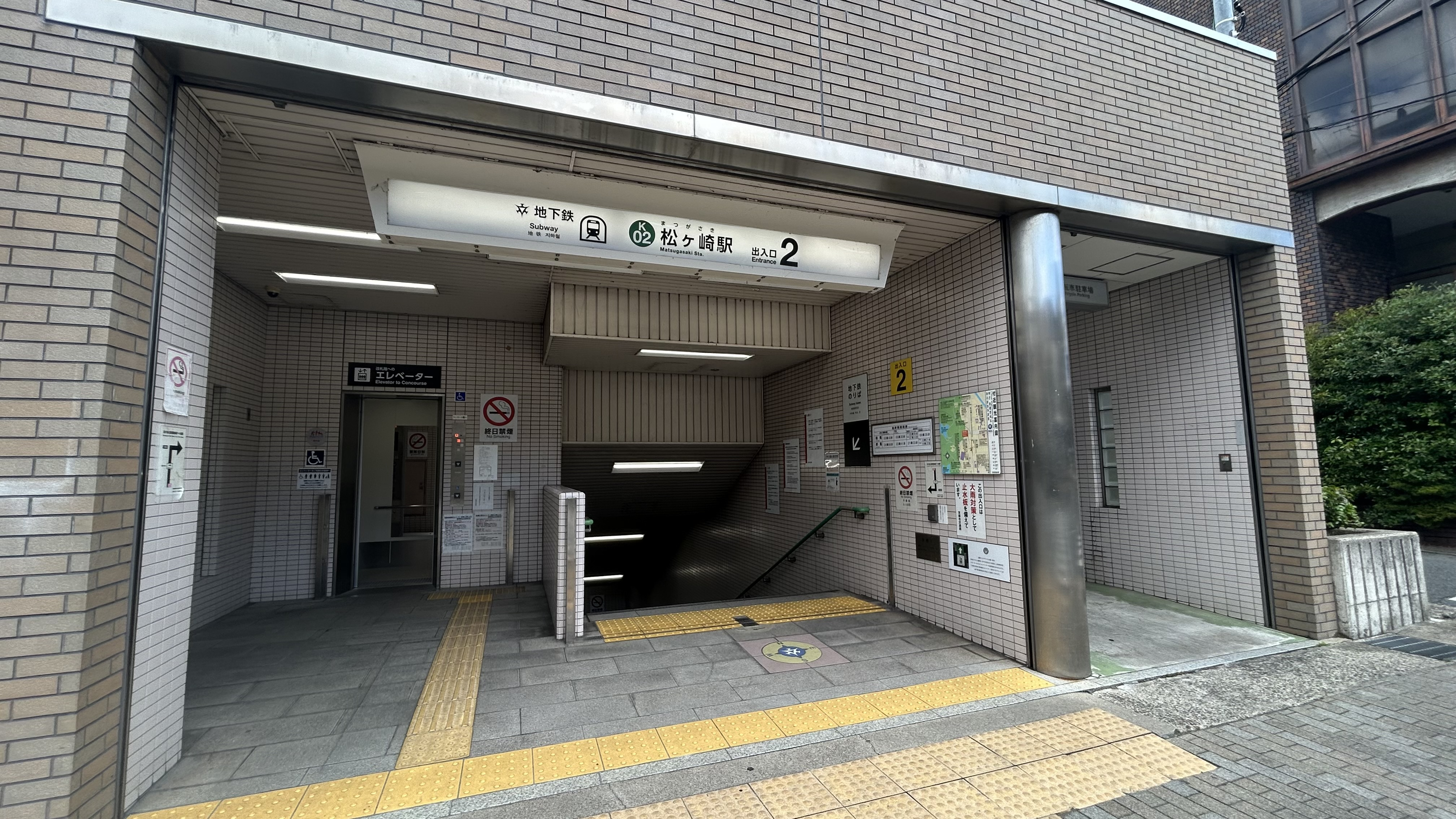
2番出入口

## 利用状況
2024年（令和6年）度の1日平均乗降人員は10,468人である。
各年度の1日平均乗降・乗車人員は下表のとおりである。
| 年度               | 1日平均 乗降人員 | 1日平均 乗車人員 | 出典   |
| ------------------ | ---------------- | ---------------- | ------ |
| 1998年（平成10年） |                  | 3,910            | [ 8 ]  |
| 1999年（平成11年） | 8,490            | 4,283            | [ 9 ]  |
| 2000年（平成12年） | 8,836            | 4,457            | [ 10 ] |
| 2001年（平成13年） | 8,977            | 4,530            | [ 11 ] |
| 2002年（平成14年） | 9,192            | 4,635            | [ 12 ] |
| 2003年（平成15年） | 9,553            | 4,808            | [ 13 ] |
| 2004年（平成16年） | 9,652            | 4,853            | [ 13 ] |
| 2005年（平成17年） | 9,816            | 4,935            | [ 13 ] |
| 2006年（平成18年） | 9,941            | 4,986            | [ 13 ] |
| 2007年（平成19年） | 10,134           | 5,032            | [ 13 ] |
| 2008年（平成20年） | 10,304           | 5,117            | [ 13 ] |
| 2009年（平成21年） | 10,250           | 5,140            | [ 14 ] |
| 2010年（平成22年） | 10,463           | 5,243            | [ 14 ] |
| 2011年（平成23年） | 11,014           | 5,519            | [ 14 ] |
| 2012年（平成24年） | 11,102           | 5,563            | [ 14 ] |
| 2013年（平成25年） | 11,423           | 5,724            | [ 14 ] |
| 2014年（平成26年） | 11,727           | 5,876            | [ 15 ] |
| 2015年（平成27年） | 11,866           | 5,947            | [ 15 ] |
| 2016年（平成28年） | 11,786           | 5,907            | [ 16 ] |
| 2017年（平成29年） | 11,609           | 5,818            | [ 17 ] |
| 2018年（平成30年） | 11,593           | 5,810            | [ 18 ] |
| 2019年（令和元年） | 11,484           | 5,755            | [ 19 ] |
| 2020年（令和02年） | 7,841            | 3,944            | [ 20 ] |
| 2021年（令和03年） | 8,505            | 4,278            | [ 21 ] |
| 2022年（令和04年） | 9,568            | 4,816            | [ 21 ] |
| 2023年（令和05年） | 10,316           | 5,100            | [ 21 ] |
| 2024年（令和06年） | 10,468           |                  | [ 7 ]  |

## 駅周辺
高野川を挟んで東へ800メートルほどのところに叡山電鉄（叡電）叡山本線の修学院駅がある。北側には五山送り火の妙の宇山（西山）と法の宇山（東山）がある。
松ヶ崎では平安京遷都直後から米作りが行われた記録があるほか、源氏物語の夕霧の帖にも「松が崎」の名が現れている。稲作を中心とし、麦や菜種を裏作で作る豊かな土地だったが、「松ヶ崎定法」と呼ばれる地域の定めに従い、豊かさを維持するために分家が厳しく禁じられ、江戸時代を通じてほとんど人口が変動しなかった。
1922年（大正11年）には上京区小山上総町（後の北大路バスターミナル付近）から鞍馬に至る路線の支線として上京区紫竹初音町から分岐し、松ヶ崎村を通って二軒茶屋にいたる路線が京都電燈関係者により申請されたが、認可前に山端（後の宝ケ池駅）を起点として二軒茶屋を目指すよう変更されている（後の鞍馬電気鉄道→叡山電鉄鞍馬線）。大正末期から松ヶ崎地区の南側から徐々に宅地化がすすみ、1985年（昭和60年）の北山通開通、1997年（平成9年）松ヶ崎駅開業により、店舗やマンションなどが増えていっている。
- 妙円寺（松ヶ崎大黒天）
- 涌泉寺
- 左京区総合庁舎[29] - 2011年5月に吉田地区から移転[30]。
- 京都工芸繊維大学
- 京都市立松ヶ崎小学校
- 京都ノートルダム女子大学
  - ノートルダム学院小学校
- 宝が池公園
  - 京都市宝が池公園運動施設球技場

## バス路線
最寄りのバス停は、松ヶ崎駅前および松ヶ崎海尻町である。以下の路線が乗り入れ、京都市営バス（市バス）および京都バスにより運行されている。
松ヶ崎駅前バス停
- 特4系統（市バス）：上賀茂神社・西賀茂車庫前 行き／京都駅 行き
- 北8系統（市バス）：高野・北大路バスターミナル 行き／佛教大学・北大路バスターミナル 行き
- 番号なし（京都バス）：高野車庫 行き／（春分の日のみ運行）深泥池経由国際会館駅 行き

松ヶ崎海尻町バス停
- 65系統（市バス）：四条烏丸 行き／岩倉操車場 行き
- 北8系統（市バス）：高野・北大路バスターミナル 行き／佛教大学・北大路バスターミナル 行き
- 番号なし（京都バス）：（春分の日のみ運行）深泥池経由国際会館駅 行き

## 隣の駅
京都市営地下鉄
 烏丸線
国際会館駅 (K01) - 松ヶ崎駅 (K02) - 北山駅 (K03)
- 括弧内は駅番号を示す。